# Cratere Krusenstern
Krusenstern è un cratere lunare di 46,44 km situato nella parte sud-orientale della faccia visibile della Luna.
Il cratere è dedicato all'esploratore russo Adam Johann von Krusenstern.

## Crateri correlati
Alcuni crateri minori situati in prossimità di Krusenstern sono convenzionalmente identificati, sulle mappe lunari, attraverso una lettera associata al nome.
| Krusenstern | Coordinate           | Diametro (in km) |
| ----------- | -------------------- | ---------------- |
| A           | 26°58′48″S 5°48′00″E | 4,89             |